# Ganggrab Reinecke

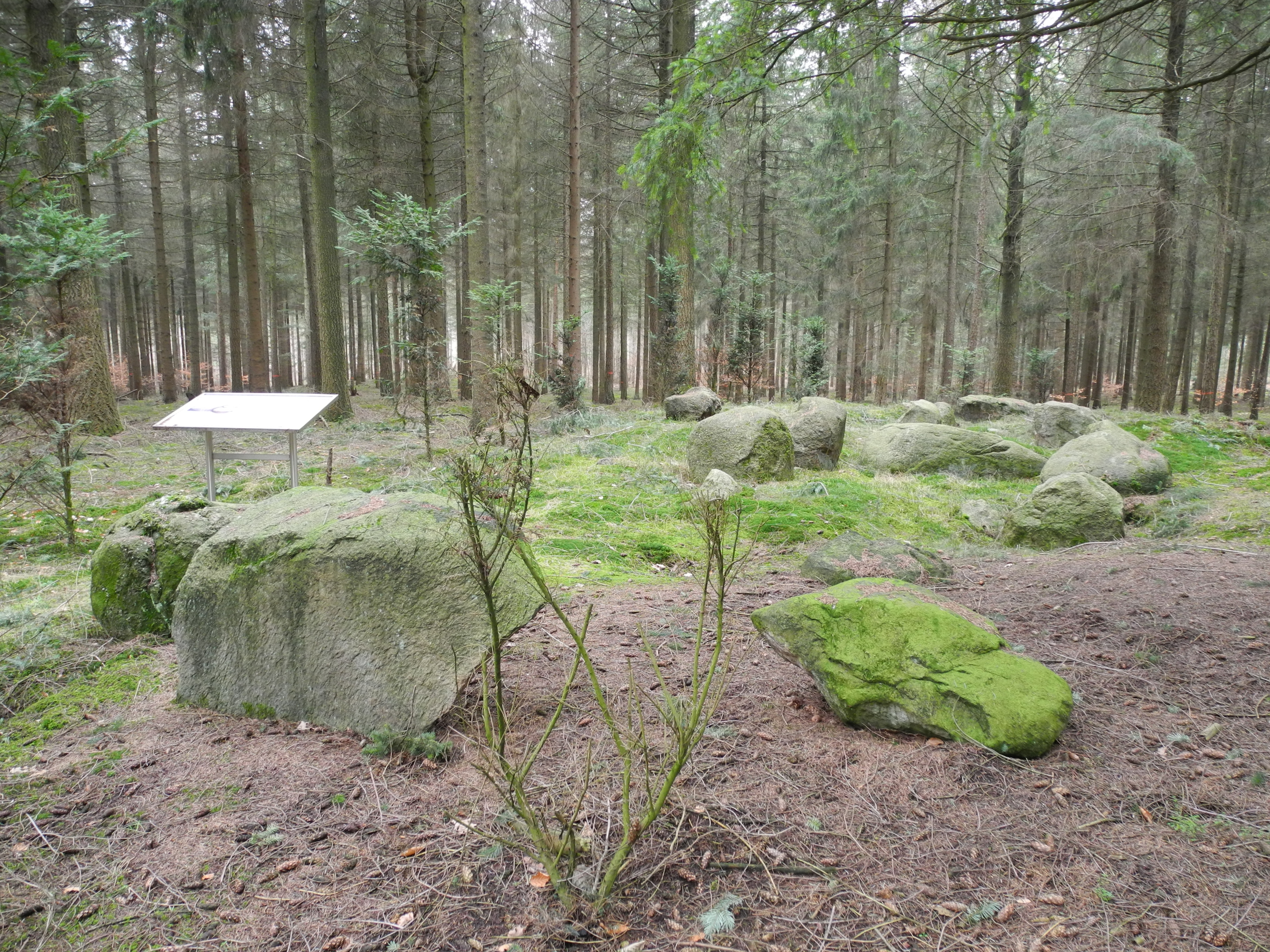
Großsteingrab Reinecke

Das mäßig gut erhaltene Ganggrab Reinecke ist ein neolithisches Ganggrab vom Typ Emsländische Kammer mit der Sprockhoff-Nr. 892. Es entstand zwischen 3500 und 2800 v. Chr. als Megalithanlage der Trichterbecherkultur (TBK).

## Lage
Das etwa 20,0 Meter lange ost-west-orientierte Großsteingrab liegt am „Archäologischen Wanderweg Giersfeld“ in den Fürstenauer Bergen, nördlich von Ueffeln, im Wald, etwa 350 m östlich der Anlage Rickelmann 2 in der Gemeinde Ankum im Landkreis Osnabrück in Niedersachsen. 
Die ursprünglich 14,5 × 2,5 m große Kammer ist noch erkennenbar, denn viele Tragsteine stehen noch in situ. Offenbar verjüngt sich die Kammer im Westen auf 1,5 m Innenweite. Erhalten sind 18 Steine der Anlage und der Einfassung und ein Teil des Hünenbettes.
In der Nähe liegt das Großsteingrab Meyer.